# King Power
La King Power International Group è un gruppo aziendale thailandese con sede a Bangkok, attivo nel settore della gestione di negozi duty-free aeroportuali. Nato nel 1989, è leader di mercato nel paese d'origine, era controllato dall'imprenditore Vichai Srivaddhanaprabha (che era anche Amministratore delegato).

## Sponsorizzazioni

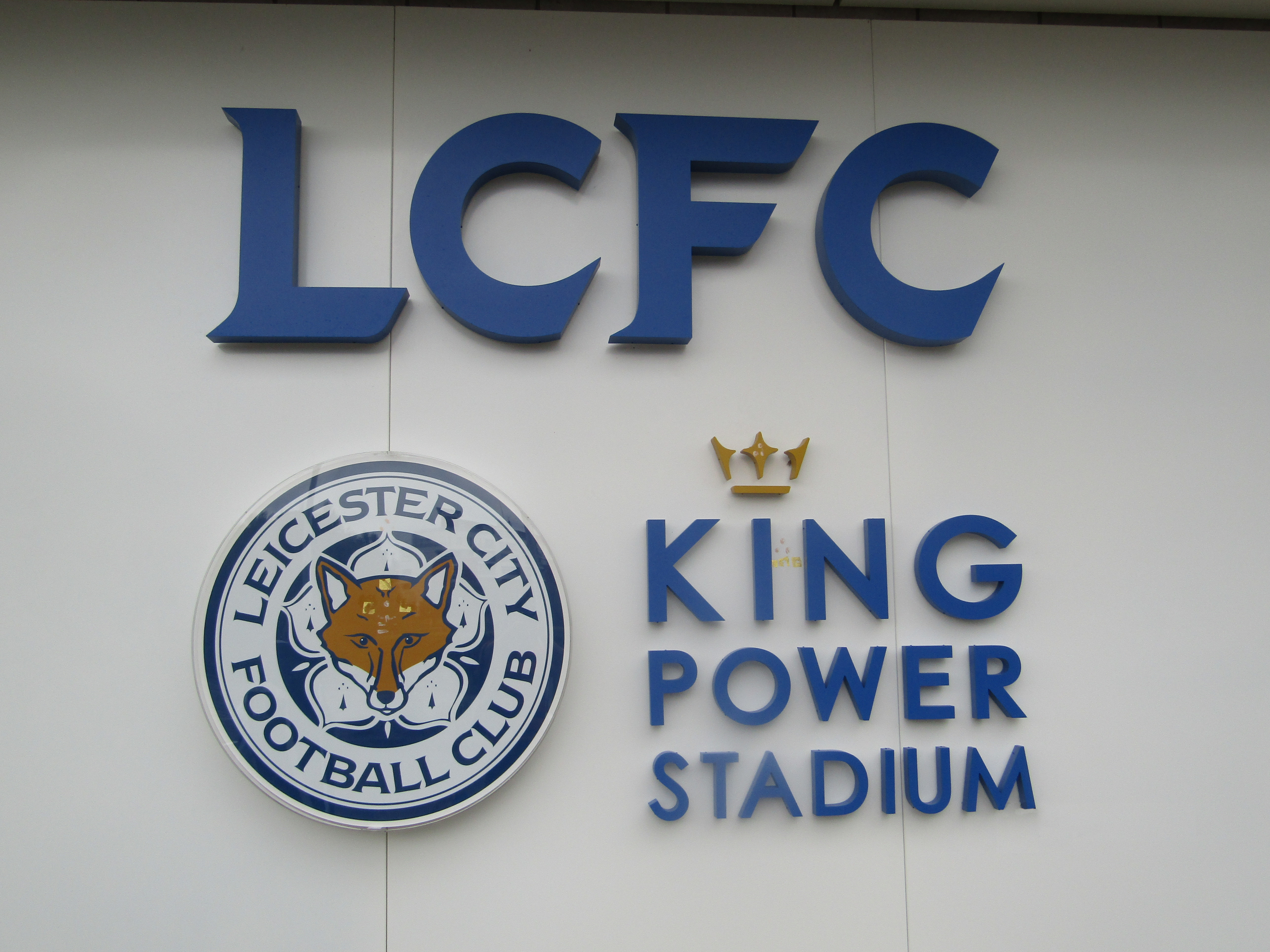
Stemma del Leicester City FC al King Power Stadium

Nel mese di agosto 2010, a seguito dell'accordo triennale di sponsorizzazione sulle maglie del marchio King Power, Milan Mandarić ha venduto la squadra di calcio inglese Leicester City Football Club ad un consorzio thailandese chiamato Asian Football Investments (AFI), di proprietà di Vichai Srivaddhanaprabha di King Power Group.